# إل. دوغلاس براون
إل. دوغلاس براون هو طبيب أسنان كندي، ولد في 1907، وتوفي في 1964 بسبب سرطان.